# Forevermore
Forevermore je ameriška krščanska metal skupina iz Indianapolisa, Indiana. Ustanovljena je bila 2009. Doslej so izdali štiri studijske albume in en EP. Delujejo pod založbo Solid State Records, njihov prvi izdelek v sodelovanju z njo pa je album Telos.

## Zasedba
Sedanji člani
- Kramer Lowe – vokal (2014–danes)
- Jared Storm – kitara (2009–danes)
- Alex Smith – kitara (2009–danes)
- Michael Taylor – bas kitara
- Sammy Vaughn – drums (2009–danes)

Nekdanji člani
- Jordan Furr – vokal (2009–2013)
- Derek Belser – bas kitara

## Diskografija
Studijski albumi
| Naslov         | Informacije o albumu                                                                  | Uvrstitve na lestvicah | Uvrstitve na lestvicah |
| Naslov         | Informacije o albumu                                                                  | US Christ              | US Heat                |
| -------------- | ------------------------------------------------------------------------------------- | ---------------------- | ---------------------- |
| Moths and Rust | - Izdan: 3. junij 2010 - Založba: samozaložba - Format: CD, digitalni prenos          |                        |                        |
| Sojourner      | - Izdan: 15. december 2012 - Založba: samozaložba - Format: CD, digitalni prenos      |                        |                        |
| Telos          | - Izdan: 22. julij 2014 - Založba: Solid State Records - Format: CD, digitalni prenos | 43                     | 37                     |
| Integral       | - Izdan: 22. julij 2016 - Založba: Solid State Records - Format: CD, digital download | 12                     | 8                      |

EPs
- In the End (2010, v samozaložbi)